# David Ovide L'Espérance
David Ovide L'Espérance (6 janvier 1864-31 août 1941) fut un fabricant et homme politique fédéral du Québec.

## Biographie
Né à Montmagny, il est président de la Compagnie des appartements de la Grande Allée, de la compagnie de publication L'Évènement, de la compagnie de manufacture Amable Bélanger et du Garage de travail mécanique de Montmagny et de la Commission d'exposition de Québec. Il fut aussi secrétaire de la Commission portuaire de Québec.
Candidat du Parti conservateur dans la circonscription fédérale de Montmagny en 1908, il fut défait par le libéral Cyrias Roy. Élu député en 1911, il ne se représenta pas en 1917 pour pouvoir accepter le poste de sénateur de Golfe, poste offert par le premier ministre Robert Laird Borden. Cet homme politique fut aussi propriétaire du journal la Patrie en 1926. Il demeure sénateur jusqu'à son décès en 1941.